# Čarovnik iz Oza (film, 1939)
Čarovnik iz Oza (angleško The Wizard of Oz) je ameriški glasbeno fantazijski film iz leta 1939 v produkciji družbe Metro-Goldwyn-Mayer. Velja za enega najboljših filmov v zgodovini kinematografije in finančno najuspešnejšo priredbo fantazijskega istoimenskega romana L. Franka Bauma iz leta 1900. Glavni del režije je opravil Victor Fleming (toda zapustil produkcijo filma zaradi težav s filmom V vrtincu), v glavni vlogah nastopajo Judy Garland kot Dorothy Gale ter Ray Bolger, Jack Haley in Bert Lahr.
Znan je kot eden prvih filmov v tehniki technicolor, po fantazijskem pripovedovanju zgodbe, filmski glasbi in odličnih likih, zato je postal ikona ameriške pop kulture. Na 12. podelitvi je bil nominiran za šest oskarjev, tudi za najboljši film, ki ga je osvojil Flemingov drugi film V vrtincu. Oskarja pa je osvojil za najboljšo izvirno pesem »Over the Rainbow« in najboljšo izvirno glasbeno podlago Herberta Stotharta. Čeprav so film kritiki dobro ocenili že po premieri avgusta 1939, pa studiu MGM ni prinesel dobička do ponovne izdaje leta 1949.
Prikaz filma na kanalu CBS leta 1956 je ponovno spodbudil zanimanje javnosti zanj, Kongresna knjižnica ga označuje za najbolj gledan film v zgodovini in ga je leta 1989 med prvimi izbrala za ohranitev v okviru Narodnega filmskega registra zavoljo njegove »kulturne, zgodovinske ali estetske vrednosti«. Je tudi eden od redkih filmov na Registru svetovnega spomina organizacije UNESCO. Ameriški filmski inštitut ga je leta 1998 uvrstil na šesto mesto lestvice stotih najboljših ameriških filmov AFI's 100 Years...100 Movies.

## Vloge
- Judy Garland kot Dorothy Gale
- Frank Morgan kot profesor Marvel/vratar/voznik kočije/stražar/Čarovnik iz Oza
- Ray Bolger kot »Hunk« / Strašilo
- Jack Haley kot »Hickory« / Pločevinasti človek
- Bert Lahr kot »Zeke« / Lev brez poguma
- Billie Burke kot Glinda
- Margaret Hamilton kot ga. Almira Gulch / hudobna čarovnica
- Charley Grapewin kot stric Henry
- Pat Walshe kot Nikko
- Clara Blandick kot teta Em
- Terry kot Toto
- Mitchell Lewis kot kapitan
- Adriana Caselotti kot Juliet (glas ob petju)[12]